# Porcellio spatulata
Porcellio spatulata is een pissebed uit de familie Porcellionidae. De wetenschappelijke naam van de soort is voor het eerst geldig gepubliceerd in 1940 door Thomas Theodore Barnard.